# Stefan Jaracz
Stefan Jaraczk, né le 24 décembre 1883 à Stare Żukowice, et mort le 11 juillet 1945 à Otwock, est un acteur polonais, au théâtre et au cinéma, aussi directeur de théâtre à Varsovie.

## Filmographie
- 1936 : Róża - Oset
- 1936 : Jego wielka miłość - Konstanty Kruczek
- 1936 : Pan Twardowski - Maitre Maciej
- 1935 : Miłość maturzystki
- 1934 : Vibrante jeunesse - Professeur Kiernicki
- 1934 : Przebudzenie
- 1934 : Kocha, lubi, szanuje
- 1932 : Biala trucizna - Jan Kanski
- 1932 : Księżna Łowicka - Grand Duke Constantine Pawlowicz
- 1932 : Bezimienni bohaterowie
- 1930 : Uroda zycia - Rozlucki, père de Piotr
- 1929 : Ponad śnieg - Joachim
- 1929 : Dróznik nr 24 (court-métrage)
- 1928 : Przedwiośnie - Seweryn Baryka
- 1928 : Pan Tadeusz - Napoléon Bonaparte
- 1925 : Iwonka - ami de Gabriel
- 1924 : Miłość za życie. Symfonia ludzkości
- 1924 : O czym sie nie mówi - Wolski
- 1924 : Skrzydlaty zwyciezca
- 1923 : Niewolnica miłości
- 1921 : Za winy brata - Karol Gromski
- 1921 : Cud nad Wisłą - Jan Rudy
- 1914 : Bóg wojny - Napoléon Bonaparte
- 1914 : Tajemnica pokoju nr 100 (court-métrage)
- 1913 : Wykolejeni - le banquier
- 1913 : Obrona czestochowy - Michal Wolodyjowski
- 1912 : Oblakany. Dramat w Tworkach (court-métrage) - le mari

## Théâtre
Il est directeur du théâtre Ateneum de Varsovie.

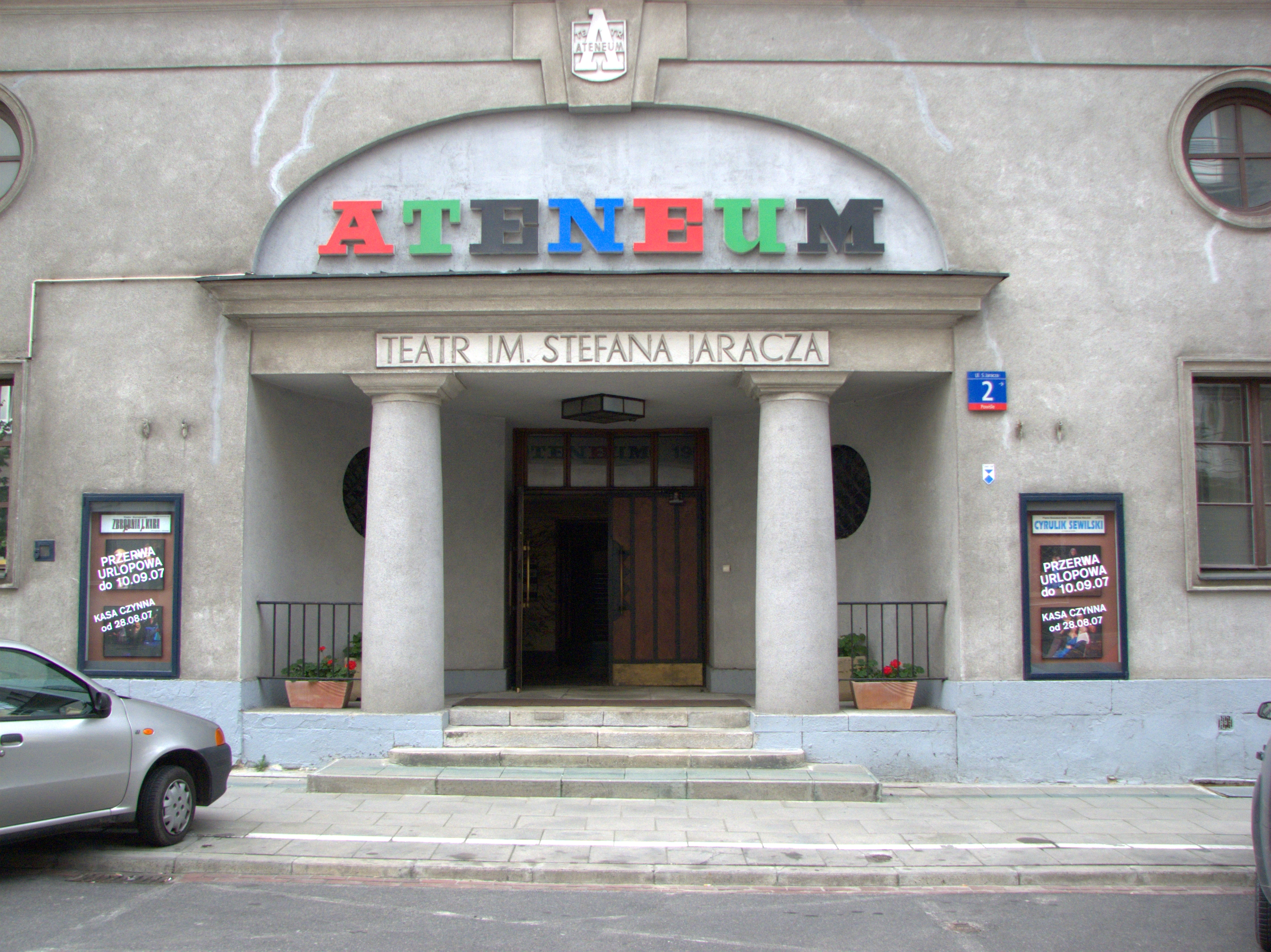
L'entrée du théâtre Ateneum, à Varsovie.

## Récompenses et distinctions
- Croix d'Officier dans l'ordre Polonia Restituta